# Armènia Pròspera
Armènia Pròspera (armeni Բարգավաճ Հայաստանի Կուսակցություն, Bargavadj Hayastani Kusaktsutyun, BHK) és un partit polític d'Armènia fundat el 2005 per Gaguik Tsarukian, un pròsper empresari. Es presentà per primer cop a les eleccions parlamentàries armènies de 2007, on va obtenir 18 escons i el 14,68% dels vots, convertint-se en el segon partit polític més gran de l'Assemblea Nacional Armènia. A les eleccions presidencials armènies de 2008 va donar suport al candidat Serj Sargsian.

## Acusacions de compra de vots
Segons Hetq, Armènia Pròspera ha participat en la recollida de dades personals i d'oferir suborns de 5.000 drams (uns $ 13 dòlars estatunidencs) per vots a les pròximes eleccions municipals d'Erevan de maig de 2009.